# Jacob Brønnum Scavenius Estrup

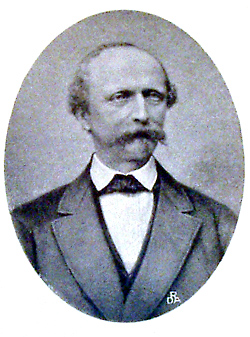
Jacob Brønnum Scavenius Estrup

Jacob Brønnum Scavenius Estrup (* 6. April 1825 in Sorø; † 24. Dezember 1913) war ein dänischer Politiker der Konservativen Volkspartei. Er war vom 11. Juni 1875 bis zum 7. August 1894 dänischer Ratspräsident.

## Leben
Estrups Vater war der Gutsbesitzer Hector Frederic Janson Estrup. Dieser vererbte ihm 1846 das Anwesen Kongsdal im damaligen Amt Holbæk. 1852 kaufte Estrup Skafføgård im damaligen Amt Randers hinzu. Als Innenminister im Kabinett Frijs übernahm Estrup die Kontrolle des Schienennetzes von Jütland und Fünen, die 1861 an das englische Konsortium Peto, Brassey and Betts gegangen war. Er baute neue Strecken von Skanderborg nach Silkeborg und die Vestjyske længdebane entlang der Westküste von Jütland nach Esbjerg, was ihm den Spitznamen Eisenbahnminister einbrachte. Er sorgte für den Ausbau des Esbjerger Hafens, der zu einem wichtigen Exportzentrum wurde. 1869 musste er sich aus gesundheitlichen Gründen von allen Ämtern zurückziehen.
1875 konnte Estrup Christen Andreas Fonnesbech als Premierminister ablösen und bildete das nach ihm benannte Kabinett, in dem er auch das Amt des Finanzministers übernahm. Dieses Amt war von besonderer Bedeutung, weil Dänemark nach dem Deutsch-Dänischen Krieg wirtschaftlich darniederlag. 1877 konnte er den von ihm vorgelegten Haushalt im Folketing nicht durchbringen, wie es die dänische Verfassung verlangt, und brachte ihn als „provisorisch“ auf den Weg, was sich in den Jahren 1885 und 1894 wiederholte, weshalb diese Zeit als provisorietid bezeichnet wird. Er wurde dabei u. a. von den Vorsitzenden der Venstre-Partei Christen Berg und Viggo Hørup bekämpft.
Estrup drangsalierte seinerseits die Arbeiterbewegung, ähnlich wie Bismarck zur gleichen Zeit in Deutschland. So musste beispielsweise der Gründer der dänischen Sozialdemokratischen Partei Paul Geleff in die USA emigrieren.

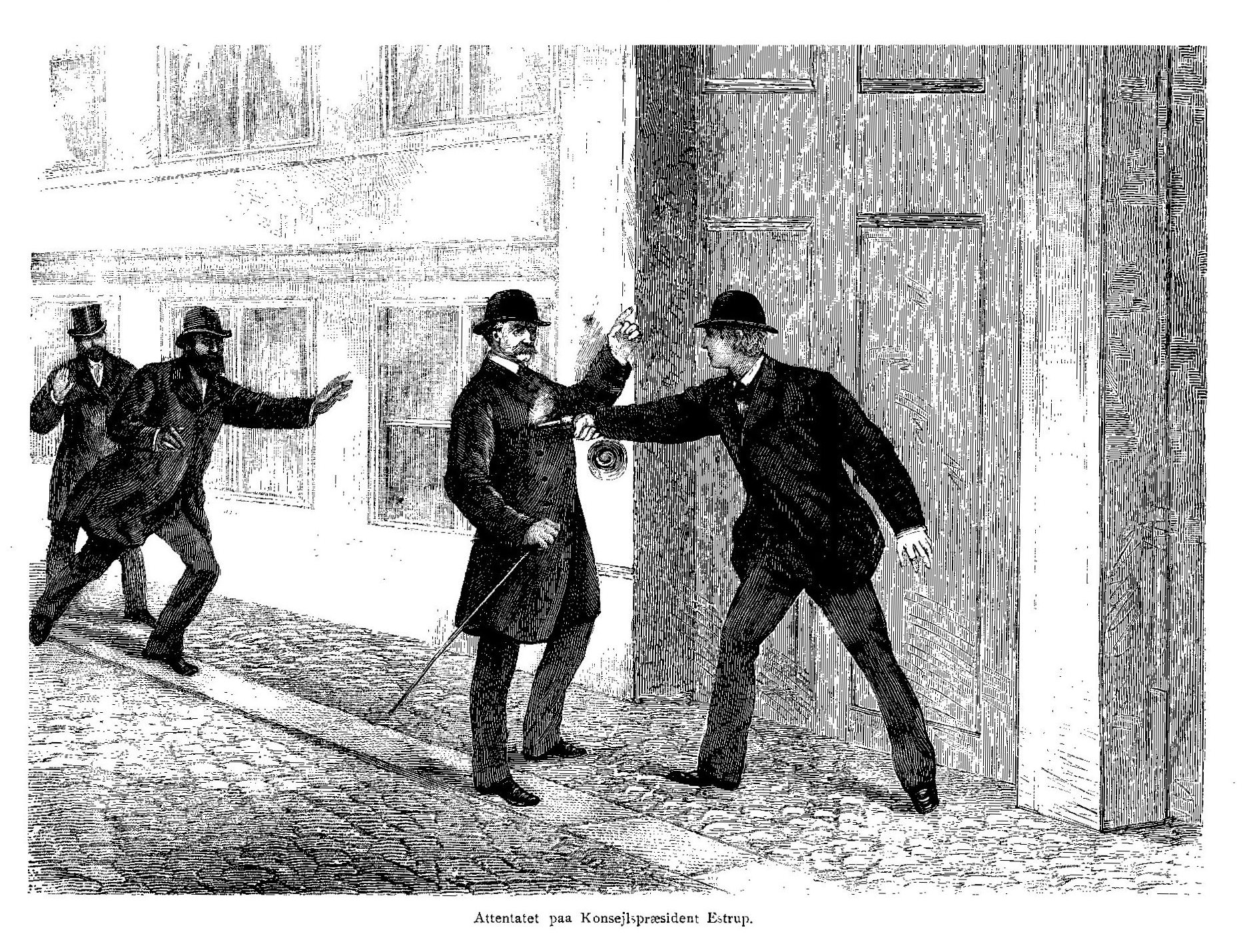
Julius Rasmussen feuert mit einer Pistole auf den Ratspräsidenten Estrup

Nach einem gescheiterten Attentat auf ihn am 21. Oktober 1885 verschärfte Estrup die Kontrolle der Presse, schränkte das Recht auf Waffenbesitz ein und erweiterte die Zuständigkeiten der Polizei.
1894 beschlossen die Venstre- und Højre-Parteien gemeinsam den Haushalt, woraufhin Estrup zurücktrat. Er nahm dann keine Regierungsaufgaben mehr wahr, hatte aber auf die folgenden Højre-Regierungen immer noch großen Einfluss.
Estrup war seit 1878 Ritter des Elefanten-Ordens.